# Orbe (huyện)

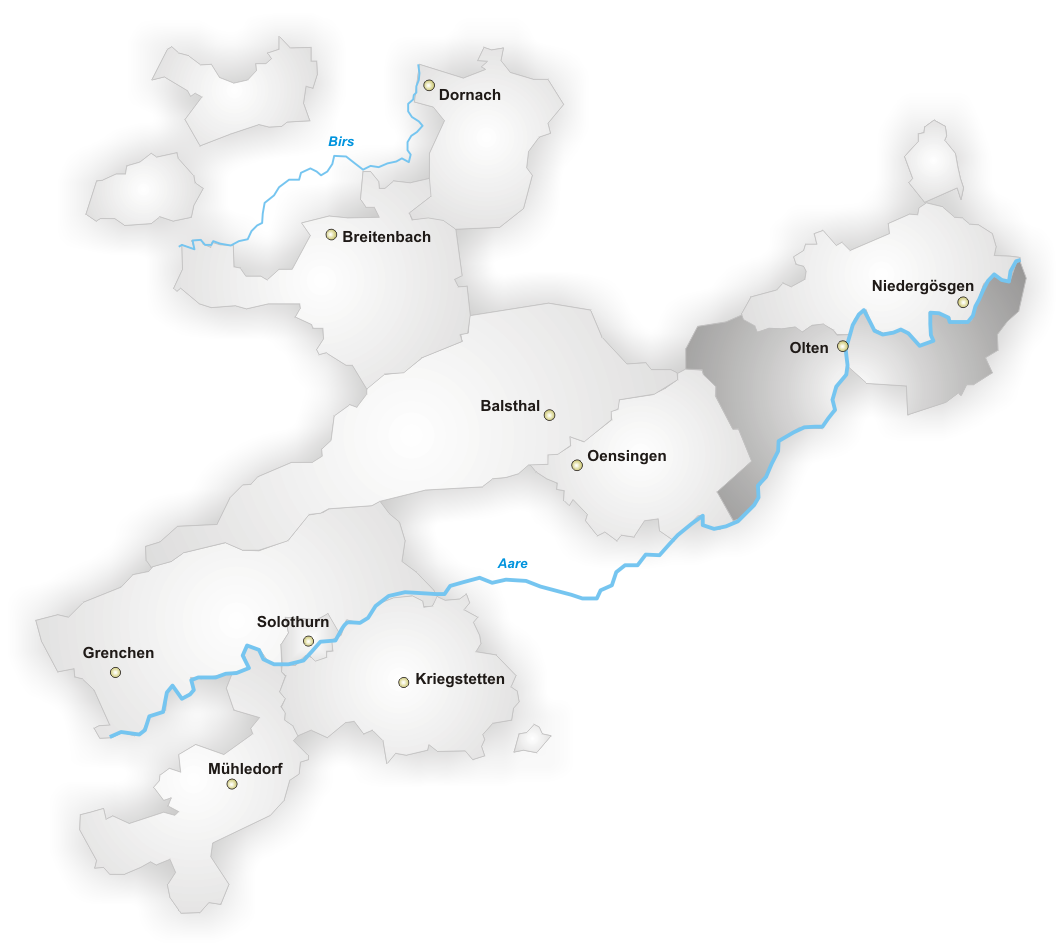
Huyện Olten, canton of Solothurn

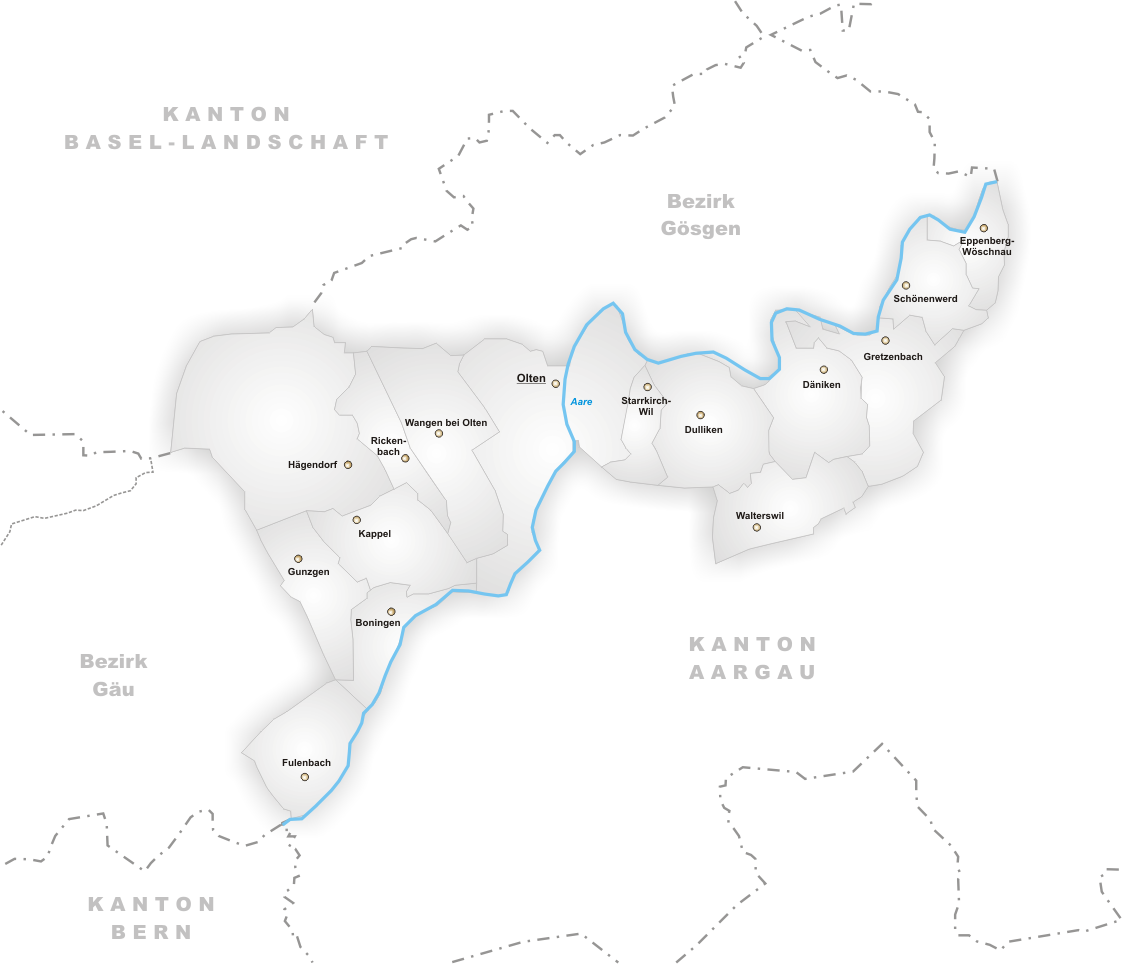
Các đô thị của Olten

Olten là một trong 10 huyện của bang Solothurn ở Thụy Sĩ, toạ lạc quanh thành phố Olten. Cùng với huyện Gösgen, huyện này tạo nên khu vực bầu cử Olten-Gösgen.
Olten có các đô thị sau:
| Huy hiệu           | Đô thị             | Dân số (tháng 12 năm 2005) | Diện tích, km² |
| ------------------ | ------------------ | -------------------------- | -------------- |
| Boningen           | Boningen           | 677                        | 2,82           |
| Däniken            | Däniken            | 2769                       | 5,37           |
| Dulliken           | Dulliken           | 4764                       | 6,02           |
| Eppenberg-Wöschnau | Eppenberg-Wöschnau | 319                        | 1,89           |
| Fulenbach          | Fulenbach          | 1570                       | 4,47           |
| Gretzenbach        | Gretzenbach        | 2457                       | 5,79           |
| Gunzgen            | Gunzgen            | 1563                       | 3,91           |
| Hägendorf          | Hägendorf          | 4284                       | 13,87          |
| Kappel             | Kappel             | 2696                       | 5,09           |
| Olten              | Olten              | 16,801                     | 11,50          |
| Rickenbach         | Rickenbach         | 861                        | 2,80           |
| Schönenwerd        | Schönenwerd        | 4661                       | 3,77           |
| Starrkirch-Wil     | Starrkirch-Wil     | 1408                       | 1,83           |
| Walterswil         | Walterswil         | 702                        | 4,53           |
| Wangen bei Olten   | Wangen bei Olten   | 4643                       | 6,94           |
|                    | Total              | 50,175                     | 80.60          |

Bản mẫu:Districts of the canton of Solothurn
Orbe là một huyện thuộc tổng Vaud, Thụy Sĩ.

## Municipalities
- Agiez
- Arnex-sur-Orbe
- Ballaigues
- Baulmes
- Bavois
- Bofflens
- Bretonnières
- Chavornay
- Corcelles-sur-Chavornay
- Croy
- Juriens
- La Praz
- L'Abergement
- Les Clées
- Lignerolle
- Montcherand
- Orbe
- Premier
- Rances
- Romainmôtier-Envy
- Sergey
- Valeyres-sous-Rances
- Vallorbe
- Vaulion
- Vuiteboeuf